# Alfarería en la provincia de Córdoba

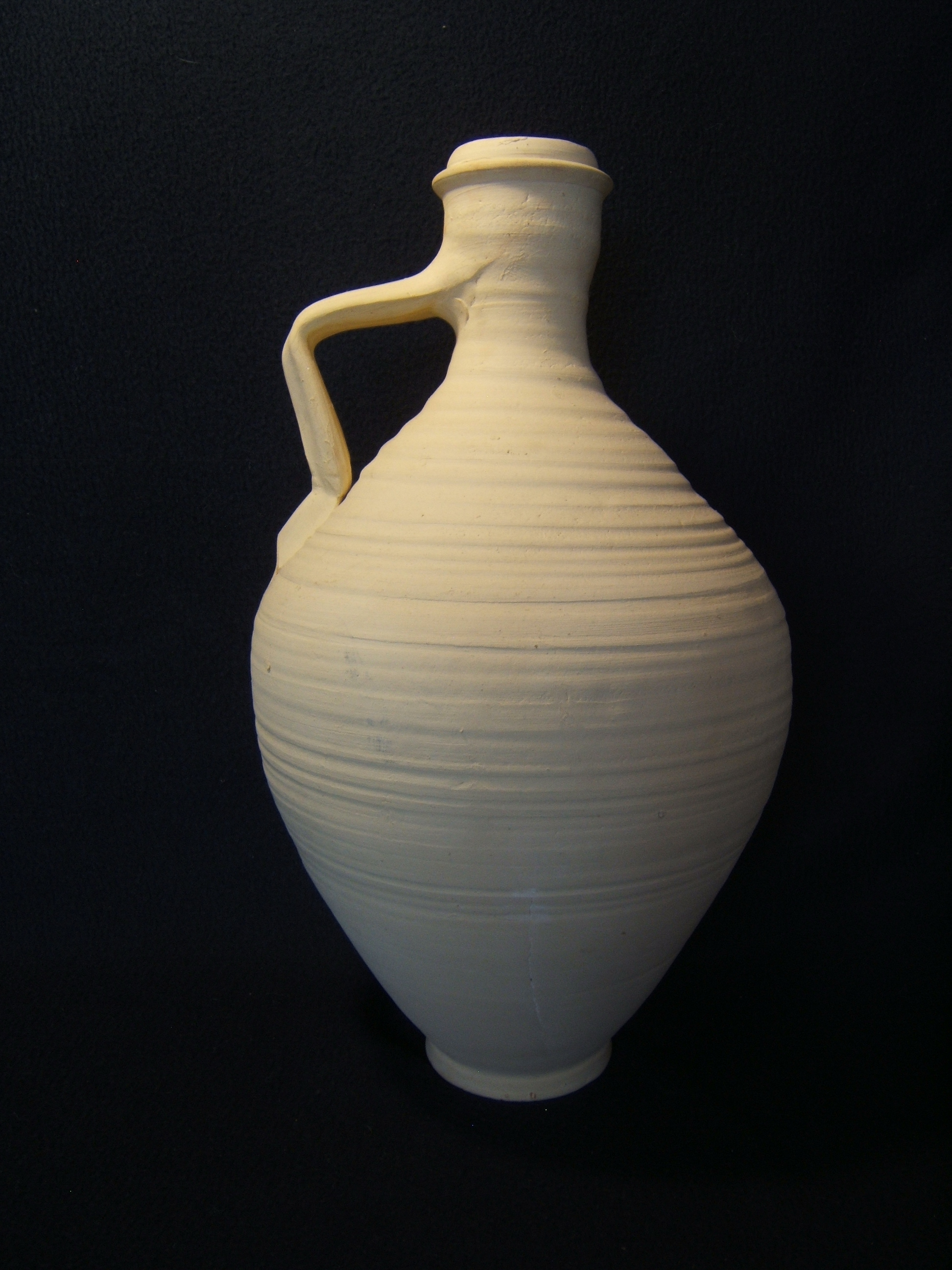
Cántaro de La Rambla (Córdoba)

La alfarería en la provincia de Córdoba (España), más allá del tesoro arqueológico del periodo andalusí, se despliega en un rico y diverso conjunto de focos alfareros, siendo los principales los de La Rambla, Lucena y  Puente Genil, censados desde el siglo xviii en el Catastro de Ensenada (1752), las Memorias políticas y económicas de Eugenio Larruga (1792), el Diccionario geográfico-estadístico de España y Portugal (1826 y 1829) de Sebastián Miñanoy el Diccionario geográfico-estadístico-histórico (1846-1850) de Pascual Madoz.

## Centros alfareros
Además de los focos ya mencionados (Lucena, Puente Genil y La Rambla), la actividad alfarera en la provincia cordobesa española ha sido documentada en Alcolea, Baena, Bujalance, Cañete de las Torres, Castro del Río, Hinojosa del Duque, Hornachuelos, La Carlota, Montilla, Palma del Río, Posadas, Pozoblanco, Villa del Río, Villafranca de Córdoba y la propia capital.

## La Rambla
La Rambla es desde hace siglos el centro alfarero principal de la provincia cordobesa española y con mayor número de talleres (53 en 1980), evolucionando desde las piezas y métodos tradicionales hacia formas de producción mecanizadas y la recuperación de cacharrería de loza estannífera tosca pero muy singular, en la línea de los diseños populares de Talavera de la Reina o Manises. A finales de la década de 1970 se censaban veinte fábricas de cerámica y tres fábricas de materias primas y útiles para cerámica.
Históricamente, La Rambla ha elaborado una alfarería blanca y porosa, típica en sus botijos (aquí llamados porrones), cántaros de una sola asa y de elegante perfil y un surtido de dornillos, orzas, jarras de cuatro picos o formas recuperadas como la botija de dos asas. La blancura, como en los alfares de Agost, Andújar u Ocaña, se conseguía mezclando con sal la pasta cerámica (el barro o arcilla preparado). La destreza de sus alfareros arroja datos como la producción de 160 botijos en doce horas de trabajo. También se fabrica desde la década de 1950 loza vidriada con esmaltes y colores tradicionales, decorada con motivos vegetales y realizados por mujeres.
En este emporio alfarero se celebra cada verano, y desde 1926, la feria artesana de cerámica más antigua de España.

## Lucena

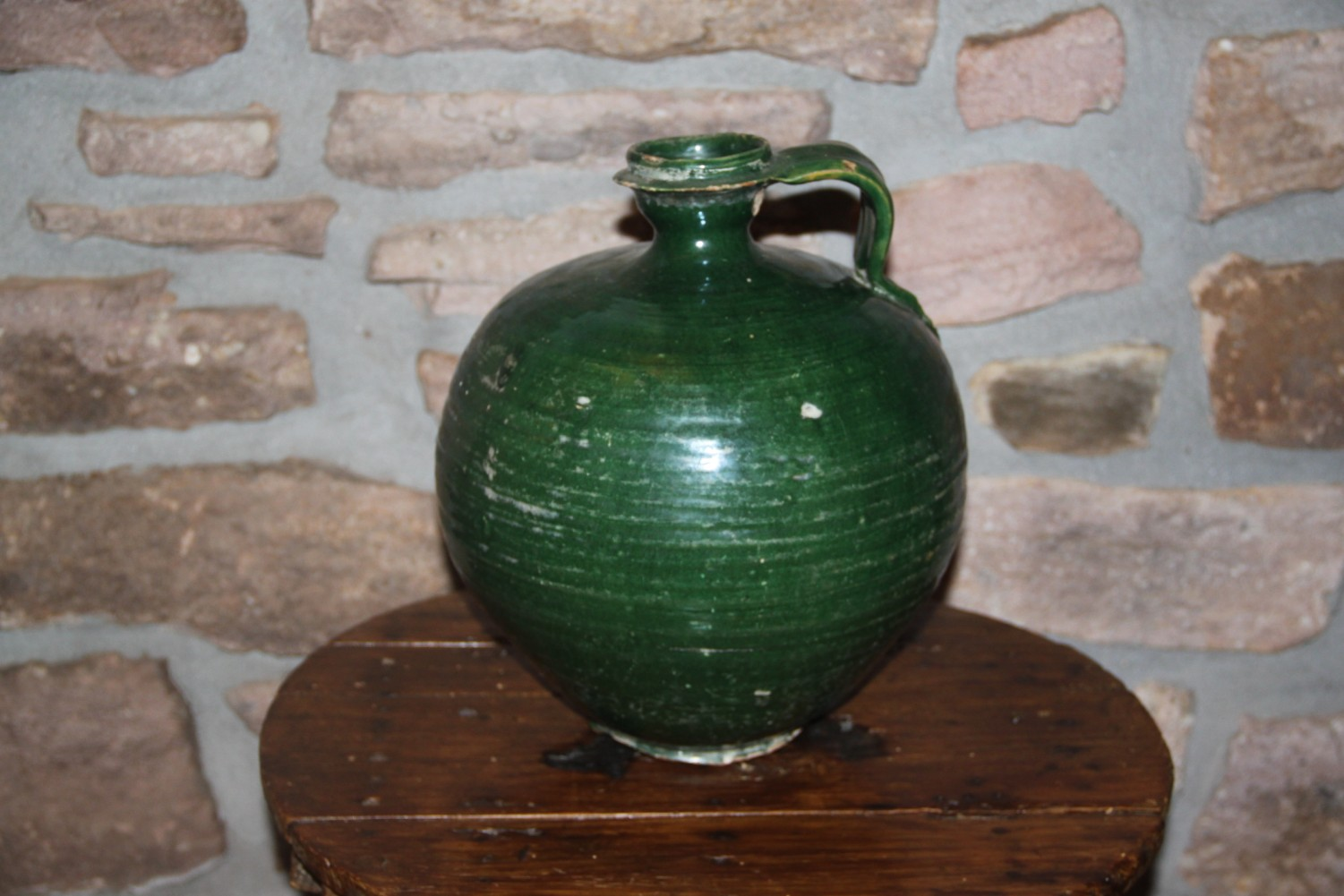
Perula.

Lucena, en la campiña de Córdoba, es mencionada por Madoz por la construcción de tinajas de 500 a 600 arrobas, que abastecían las bodegas de casi toda Andalucía, para la conservación de aceite, vino, vinagre y aguardiente. El proceso se recoge museísticamente en el Centro tinajero de Lucena.
Típica y popular en esta localidad es la alfarería vidriada en verde, marrón y blanco, para orzas, perulas, lebrillos, bacines, morteros, etc.
Cabe añadir información descriptiva sobre las referidas orzas de matanza, de perfil panzudo y con dos asas y borde resaltado, decoradas con una cenefa vegetal (las más pequeñas) o un ramo (las grandes), siguiendo la técnica de origen andalusí conocida como "verde y manganeso".

## Hinojosa del Duque
La producción de esta localidad situada al norte de la provincia, es más afín a las características de los grandes focos alfareros del sur de Badajoz. En los treinta talleres documentados en la década de 1940, se elaboraron cántaros de una o dos asas, orzas y los típicos "botijos de colgar", conocidos como barriles. También se fabricaron grandes tinajas (de hasta 30 arrobas de capacidad, además de piezas vidriadas como pucheros y cazuelas. Paralela importancia tuvo en Hinojosa la distribución de mercancías que los cargueros hacían en el territorio, llegando a Almadén, Badajoz o Santa Cruz de Mudela en la provincia de Ciudad Real.
Cercano a Hinojosa, al este del valle de Los Pedroches, tuvo buena actividad alfarera y arriera el pueblo de Pozoblanco, que en 1940 contaba aún con una decena de talleres instalados en el propio domicilio del artesano y llamados "trabajaderos".

## Otros alfares

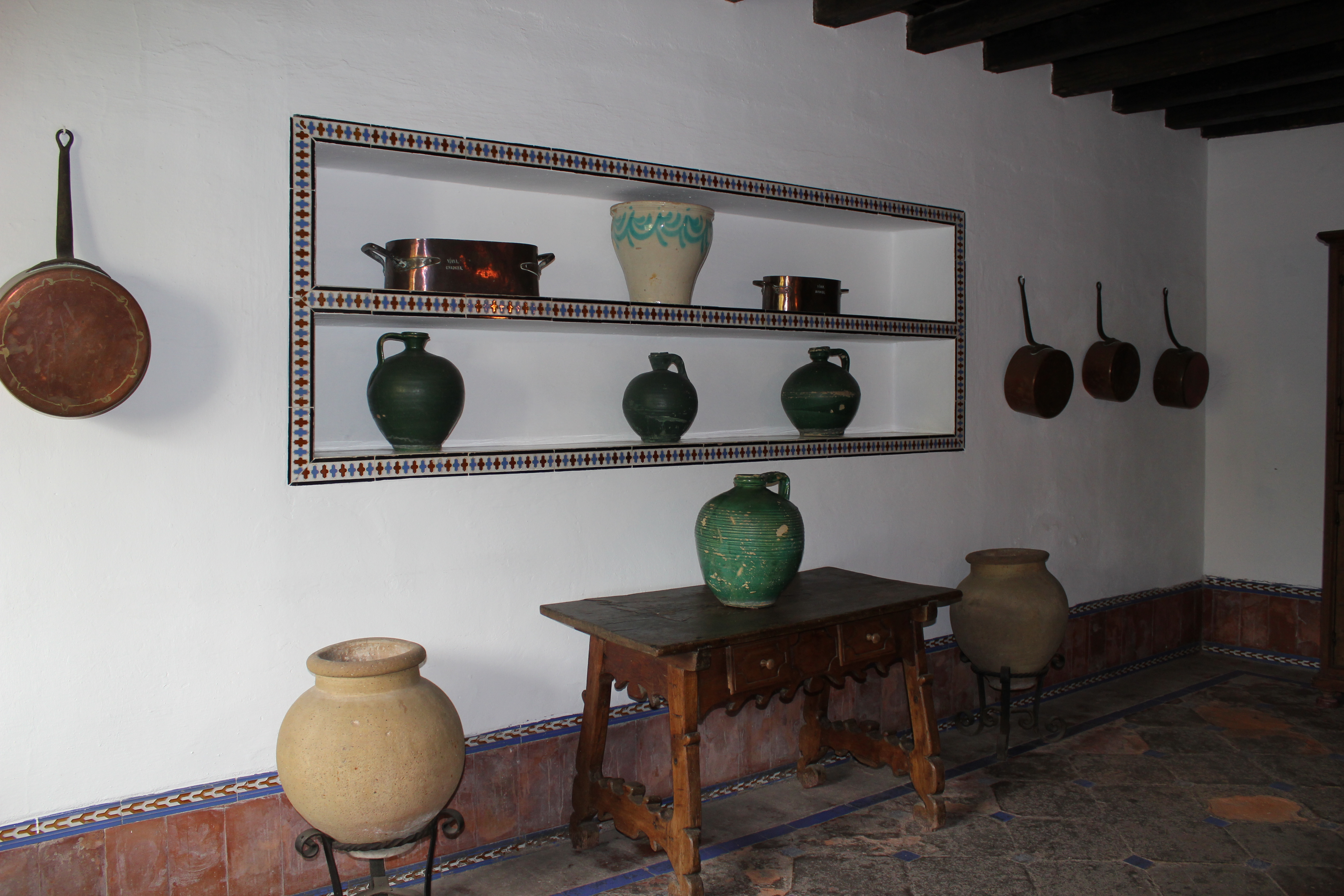
Piezas de la alfarería regional (orza, perulas verdes y tinajones) en la galería de acceso al Comedor de Madrileños en la planta baja del Palacio de Viana (Córdoba).

En Baena, famosa por sus cántaros producidos sin embargo en tres o cuatro meses al año por el imperativo de las labores agrícolas, solo se conservan las formas y decoración de la alfarería vidriada para agua.
De los alfares emplazados en la capital cordobesa en siglos pasados, destaca Seseña la característica de tener la rueda del torno excavada en el suelo del taller. De la primitiva producción de cangilones, dornillos, lebrillos, zambombas o alfarería de agua, se pasaría progresivamente al modelado de piezas ornamentales o a la creación de puntos de venta turísticos.
Conservando procesos de fabricación tan primitivos como duros y poco rentables, los alfareros aún activos en Bujalance en el siglo xx, produjeron diversos tipos de macetas, cántaros, dornillos para gazpacho y las populares y velazqueñas jarras de alcarraza.
Montilla destacó en el siglo xix por la fabricación de tinajas a mano (sobre un "mojicón" de unos 65 cm de altura) siguiendo el procedimiento del urdido, del mismo modo que lo hicieran en la lejana Calanda, en Teruel.